# خاکسپاری آسمانی
خاکسپاری آسمانی 

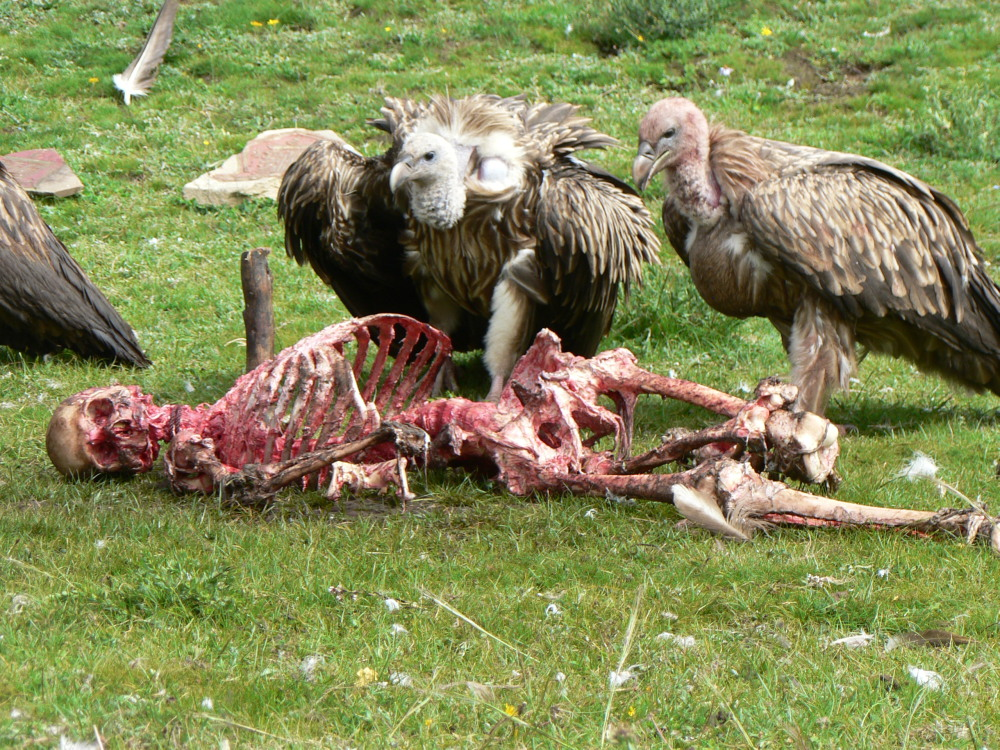
باقیمانده‌های جسد یک انسان در خاک‌سپاری آسمانی که لاشخورها بیشتر گوشت آن را خورده‌اند.

(به تبتی: bya gtor)، به مراسمی در آیین بوداگرایی وجره‌یانه گفته می‌شود که در آن اجساد مردگان را بر بالای کوه‌ها می‌گذارند تا بر اثر هوای آزاد متلاشی شوند یا اینکه پرندگان گوشت‌خوار، گوشت آنها را بخورند. این مراسم در تبت و استان‌هایی همچون سیچوآن، چینگهای و مغولستان داخلی در چین و نیز در مغولستان انجام می‌شود. این مراسم شیبه به مراسم روزگاران پیشین زرتشتیان است که در دخمه انجام می‌گرفت.
بیشتر مردمان تبت و مغولستان از آیین بوداگرایی وجره‌یانه پیروی می‌کنند و به باززایی باور دارند؛ به همین دلیل است که دلیلی بر نگهداری از اجساد مردگان نمی‌بینند. به کارگیری این روش برای از بین بردن هرچه بیشتر این اجساد است. در بیشتر مناطق تبت و چینگهای زمین‌ها سنگی هستند و کندن گودال برای قبر نیز سخت است و به دلیل کمبود سوخت برای خاکستر کردن مردگان، خاکسپاری آسمانی یکی از کاربردی‌ترین راه‌ها برای رهایی از اجساد بوده‌است. در گذشته، خاکستر کردن مردگان تنها به لاماهای بلندمرتبه و اشخاص بزرگ تعلق داشته‌است. امروزه به خاطر سختی‌های خاک‌سپاری آسمانی و مدرن شدن جوامع شهری، خاک‌سپاری آسمانی بیشتر به دست مردمان سطوح پایین جامعه انجام می‌شود.